# 棒梗水青冈
棒梗水青冈（学名：Fagus longipetiolata f. clavata）为壳斗科水青冈属水青冈下的一个变型。

## 扩展阅读
- 維基物種上的相關：棒梗水青冈